# Adin Vrabac
Adin Vrabac (Sarajevo, 27 de enero de 1994) es un baloncestista bosnio que juega en el Belfius Mons-Hainaut de BNXT League. Con 2,03 metros de estatura, ocupa la posición de alero.

## Trayectoria deportiva

### Profesional
Comenzó a jugar en las categorías inferiores del equipo de su ciudad natal, el OKK Spars Sarajevo, debutando con el primer equipo en a temporada 2013-14, en la que disputó 30 partidos en los que promedió 10,7 puntos y 3,1 rebotes por partido.
En agosto de 2014 fichó por el TBB Trier de la Basketball Bundesliga, con los que disputó una temporada en la que promedió 6,3 puntos y 2,3 rebotes por partido.
En abril de 2015 manifestó su intención de presentarse al Draft de la NBA de 2015, pero finalmente no fue elegido. En septiembre de ese mismo año se comprometió con el KK Partizan de la liga serbia por dos temporadas. En su primera temporada promedió en todas las competiciones 4,8 puntos y 2,6 rebotes por partido.
En agosto de 2017 fichó por Iberostar Tenerife de la liga ACB. Pese a no disputar ni un minuto de la final,en su primera convocatoria oficial logra la Copa Intercontinental FIBA.El 9 de diciembre de ese año,el club tinerfeño acuerda la desvinculación de Vrabac,que contó con pocos minutos en el equipo aurinegro.
Tras su salida de Iberostar Tenerife,el alero bosnio firma por Hamburg Towers de ProA,la segunda división alemana.

### Selección nacional
Vrabac es un fijo en la selección de Bosnia-Herzegovina desde las categorías inferiores,disputando varios torneos,y proclamándose campeón del Europeo U20 B en 2014 y del Europeo U18 B de 2012.En ambas ocasiones fue incluido en el quinteto ideal del torneo.  
Debutó con la selección absoluta en la clasificación para el Eurobasket 2013.
Desde 2017,es el capitán de la selección de Bosnia-Herzegovina.
En septiembre de 2022 disputó con el combinado absoluto bosnio-herzegovino el EuroBasket 2022, finalizando en decimoctava posición.